# I'm So Lonesome I Could Cry
"I'm So Lonesome I Could Cry" é uma canção escrita e gravada em 1949 por Hank Williams que se tornou um clássico da música country. Gravada por inúmeros intérpretes, entre eles, Johnny Cash, Ray Charles, Elvis Presley e Amy Lee (versões ao vivo), e muitos outros. A versão ao vivo oficial de Elvis é de janeiro de 1973, no Hawaii. Elvis gostava muito de Hank Williams. Hank foi um nome de respeito do universo "country", morrendo ainda jovem, o que contribuiu para transformá-lo em um mito desse estilo musical.
Esteve presente na lista das 500 melhores canções de todos os tempos da revista Rolling Stone.